# Acrotrichis henrici
Acrotrichis henrici är en skalbaggsart som först beskrevs av Matthews 1872.  Acrotrichis henrici ingår i släktet Acrotrichis, och familjen fjädervingar. Arten är reproducerande i Sverige.